# Pierre de Saint-Chrysogone
Pietro († 1180), souvent appelé Pierre de Saint-Chrysogone, est un cardinal du XIIe siècle, légat du pape pour la France et la Normandie.

## Biographie
Il appartenait sans doute à la famille Dandini de Sienne, mais on ignore dans ce cas pourquoi il était installé en France, et depuis quand. Il fit des études à Paris et devint docteur en théologie. Il fut ensuite archidiacre du diocèse de Meaux, puis fut élu évêque de Meaux vers 1172. Sa réputation de grande science le fit nommer cardinal du titre de Saint-Chrysogone par le pape Alexandre III lors du consistoire de septembre 1173. Il fut également désigné comme légat pontifical en France. Il résigna son titre d'évêque de Meaux en 1175.
En 1177, sur instruction du pape, il régla la querelle entre le roi Henri II d'Angleterre, duc de Normandie, et son fils Richard : le roi Henri II retenait la princesse Alix, fille du roi de France Louis VII, promise en mariage à Richard ; il aurait même fait d'elle sa maîtresse, et un enfant serait né ; le pape menaça de frapper les États d'Henri II d'interdit. En 1178, le cardinal fut envoyé comme légat dans le sud de la France pour prêcher contre les Vaudois et les Albigeois, en compagnie notamment d'Henri de Marsiac, abbé de Clairvaux (créé lui aussi cardinal en 1179), et des archevêques de Bourges et de Narbonne.
Il était ami de jeunesse d'Étienne (1128-1203), abbé de Sainte-Geneviève de Paris à partir de 1176, plus tard évêque de Tournai, qui lui écrivit une lettre de félicitations à l'occasion de son accession au cardinalat.